# Syzygium piluliferum
Syzygium piluliferum là một loài thực vật có hoa trong Họ Đào kim nương. Loài này được Craven & Biffin mô tả khoa học đầu tiên năm 2006.